# 2ª Mezza Brigata di linea (Cisalpina)
La 2ª Mezza Brigata di linea fu un'unità militare della Repubblica Cisalpina, attiva nel 1798 e nel 1799.
Il 29 novembre 1798 l'esercito cisalpino fu riorganizzato su tre mezze-brigate, ma il 16 dicembre, in applicazione di una legge del 30 novembre, l'esercito fu strutturato su tre mezze-brigate di fanteria di linea e una mezza brigata di fanteria leggera; la 2ª Mezza Brigata di linea fu istituita unendo la 2ª Legione Cisalpina e la 7ª Legione Cisalpina. La catena di comando prevedeva, sotto il comandante di brigata Spinola, i comandanti di battaglione Francesco Robillard (I/2ª), Anselmo Serres (II/2ª) e Giacomo Fontane (III/2ª).
Il 29 aprile 1799 gli Austro-Russi entrarono a Milano, ponendo fine alla Repubblica Cisalpina.